# Edzo Toxopeus

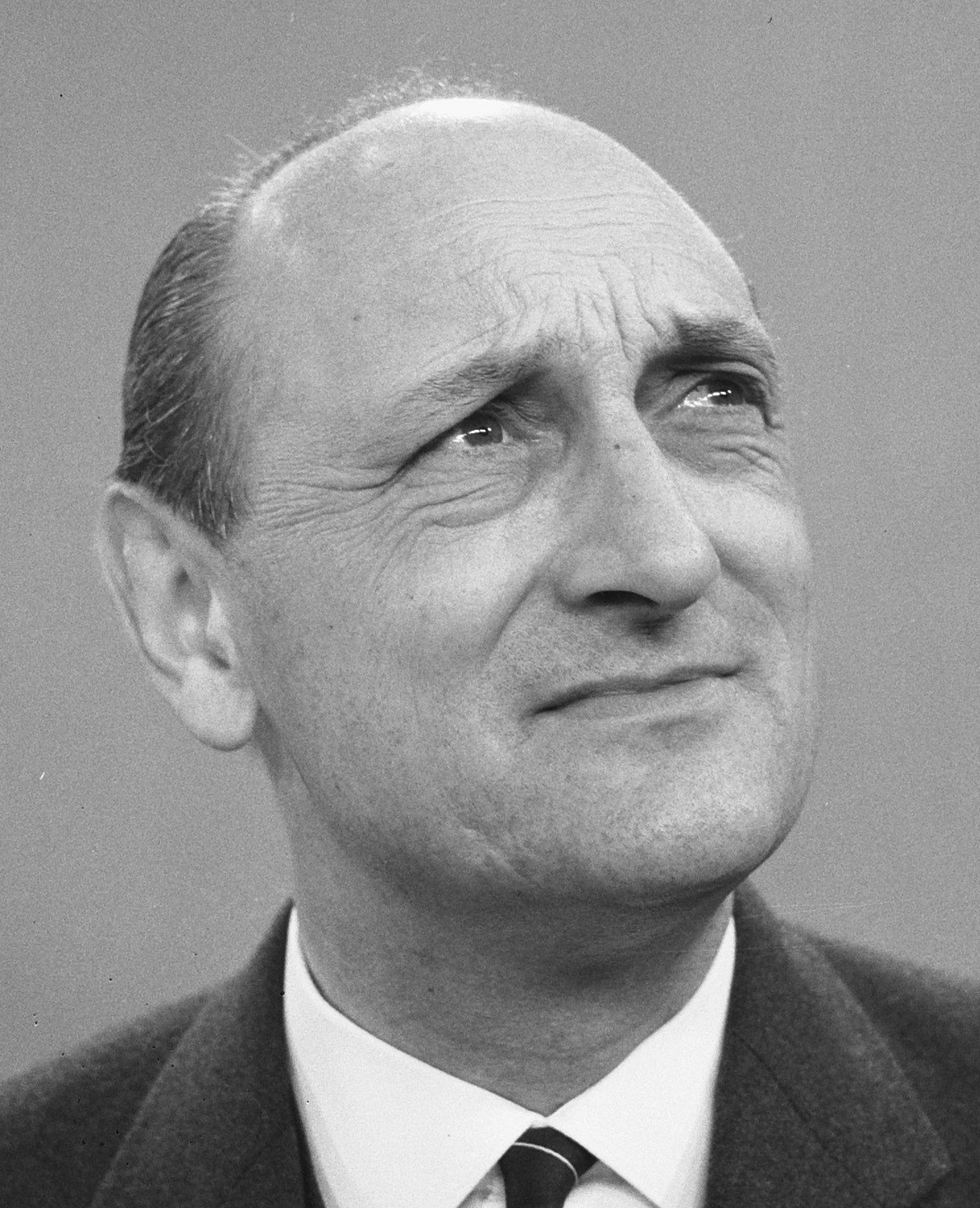
Edzo Toxopeus (1966)

Edzo Hendrik Toxopeus (* 19. Februar 1918 in Amersfoort, Provinz Utrecht; † 23. August 2009 in Oegstgeest, Provinz Zuid-Holland) war ein niederländischer Jurist und Politiker der Partij van de Vrijheid (PvdV) sowie der Volkspartij voor Vrijheid en Democratie (VVD), der unter anderem Mitglied der Zweiten Kammer der Generalstaaten, Innenminister und Staatsminister war.

## Leben

### Studium, berufliche Laufbahn und Abgeordneter
Nach dem Besuch des Städtischen Gymnasiums von Breda begann Toxopeus 1936 ein Studium im Fach Recht der Niederlande an der Reichsuniversität Utrecht, das er im Mai 1942 abschloss. Im Anschluss war er zunächst Mitarbeiter in einer Anwaltskanzlei in Breda sowie danach von 1944 bis 1945 Leiter der juristischen Abteilung der Militärbehörde von Breda, ehe er 1945 noch für einige Zeit Leiter der juristischen Abteilung der Militärbehörde von Utrecht war. Nachdem er zwischen 1945 und 1947 Rechtsanwalt in einer Anwaltskanzlei in Breda war, ließ er sich als selbständiger Rechtsanwalt in Breda tätig und übte diese Tätigkeit bis Mai 1959 aus.
Daneben begann Toxopeus, der von 1948 bis 1952 Vorstandsmitglied der VVD der Bread war, im September 1949 seine politische Laufbahn in der Kommunalpolitik, als er als Kandidat der Volkspartij voor Vrijheid en Democratie zum Mitglied der Niederlande gewählt wurde und diesem bis Mai 1959 angehörte.
Im November 1956 wurde er darüber hinaus erstmals zum Mitglied der Zweiten Kammer der Generalstaaten gewählt und gehörte dieser bis Mai 1959 an. Zeitgleich war sowohl Mitglied der Vorstände der VVD in der Provinz Noord-Brabant als auch des Hauptvorstandes der Partei.

### Minister, Beauftragter der Königin und Mitglied des Staatsrates
Am 19. Mai 1959 wurde Toxopeus von Ministerpräsident Jan de Quay zum Innenminister in dessen Kabinett De Quay berufen und behielt dieses Amt auch in der darauf folgenden Regierung von Ministerpräsident Victor Marijnen bis zum 14. April 1965. Zugleich war er vom 18. August 1959 bis zum 1. Mai 1963 im Kabinett de Quay als Minister mit Angelegenheiten von Niederländisch-Neuguinea betraut.
Zwischen Mai und Juli 1963 war Toxopeus, der auch Spitzenkandidat seiner Partei war, wieder Mitglied der Zweiten Kammer und zugleich Vorsitzender der Fraktion der VVD. Darüber hinaus war er zwischen Mai 1963 und Oktober 1969 auch politischer Führer seiner Partei.
Im September 1965 erfolgte erneut seine Wahl zum Mitglied der Zweiten Kammer und gehörte dieser bis November 1969 an. Darüber hinaus war er zwischen März 1966 und Oktober 1969 abermals Vorsitzender der VVD-Fraktion.
Danach war er vom 1. Februar 1970 bis zum 1. November 1980 Beauftragter der Königin (Commissaris van de Koningin) in der Provinz Gelderland.
Am 20. Juni 1980 wurde er von der erst seit knapp zwei Monaten im Amt befindlichen Königin Beatrix zum Mitglied des Staatsrates (Raad van State) berufen und gehörte diesem Verfassungsgremium zur Beratung der niederländischen Regierung nach seinem Dienstantritt am 1. November 1980 bis zum 1. März 1988 an.
Für seine langjährigen politischen Verdienste erfolgte am 23. Oktober 1980 seine Ernennung zum Großoffizier des Ordens von Oranien-Nassau. Während dieser Zeit wurde ihm zusätzlich am 22. Januar 1985 der Ehrentitel eines Staatsministers verliehen.